# L'Arc〜en〜Ciel LIVE 2015 L'ArCASINO
『L'Arc〜en〜Ciel LIVE 2015 L'ArCASINO』（ラルク・アン・シエル ライブ にせんじゅうご ラルカジノ）は、日本のロックバンド、L'Arc〜en〜Cielが2015年に開催したコンサートおよび、それを収録したライブビデオ。

## コンサート

### 概要
「L'Arc〜en〜Ciel LIVE 2015 L'ArCASINO」は、L'Arc〜en〜Cielが2015年9月21日・22日に夢洲野外特設会場で開催した約1年半ぶりのライブ。会場となった夢洲地区は、大阪ベイエリアの最西部である舞洲の南西に位置する人工島で、この地で音楽コンサートを開催するのはL'Arc〜en〜Cielが史上初のこととなった。
なお、この公演の開催は、当時ライブの企画を担当していた所属事務所の主導により決定している。リーダーのtetsuyaはマネジメントから開催の話を聞かされた際に、開催場所とカジノというコンセプトに疑問を持ったようで、公演後に「あの場所でライブをやること自体、あんまり賛成してなかった」「正直僕ギャンブル好きじゃないし、ギャンブルやりたくない人なんで。自分達のライブのタイトルに"カジノ"ってつけること自体、嫌だった」と語っており、「僕に話が降りてきた時点では断れないタイミングだったというので、悔しい思いをしながらやった」と述懐している。
本公演は既存施設でなく、夢洲全域に設けた特設会場で開催されたこともあり、会場内のイベントエリアでは様々な催しが展開された。フードブースでは、2015年に大阪城ホールで開催された美食の祭典「FOOD SONIC 2015」に参加していた20店以上の人気外食店や大阪有名外食店が出店している。さらに、アトラクションブースでは、「REAL CASINO in L'ArCASINO」（ルーレット）、「逆DIVE TO BLUE」（逆バンジー）、「メリーゴーRound and Round」（メリーゴーランド）といった数々のオリジナルアトラクションが設けられた。ちなみに、アトラクション参加者には、本公演のために作られたオリジナル紙幣で「ラル札」に加え、カジノで使うコイン型チップを模した「L'ArCHIP」が配布された。
ステージセットは、巨大スクリーンを設置したメインステージとサブステージの2つが組まれている。また、メインステージとサブステージは約300mにわたって伸びる花道で繋がっており、ライブ開始時には、メンバー4人がリムジンに乗って登場し、花道を通りサブステージからメインステージまで移動している。ちなみに、ライブの幕開けを告げるオープニングでは、メンバー4人がイカサマだらけのカジノを手練手管で破滅に追い込み、白いリムジンに乗ってお金を奪い、新たなカジノを開場するショートアニメーションが流されている。なお、このオープニング映像は、2015年12月23日に発売した40thシングル「Wings Flap」の完全受注生産限定盤・初回生産限定盤に付属するBlu-ray Discに「LIVE 2015 L'ArCASINO –Opening Animation-」と題し収録されている。
セットリストには、本公演開催に向けて書き下ろした新曲「Wings Flap」に加え、近年演奏されることがなかった楽曲が多数組み込まれている。今回の公演では、「Wind of Gold」が約19年ぶり、「It's the end」が約16年ぶり、「ROUTE 666」が約15年ぶり、「TRUST」が約10年ぶりに披露された。なお、「Wind of Gold」は、シングル「Blurry Eyes」に収録された、パーカッションなどを追加したリアレンジバージョン「Wind of Gold (Many Kind of Percussion Mix)」をベースに、yukihiroのドラムを加えたアレンジで披露されている。
ライブグッズは、Tシャツやタオルといった定番アイテムから、メンバープロデュースのグッズが販売されている。hydeプロデュースグッズとしてアパレルブランド「Roen」のヒロムタカハラとのコラボパーカー、tetsuyaプロデュースグッズとしてスイスのナイフメーカー「ビクトリノックス」とのコラボマルチツールが販売されている。また、会場限定で三和山本（大阪名物たこやん）とのコラボレーション商品が販売された。
なお、本公演の模様は、日本国内39館の映画館で生中継された他、香港、台湾、シンガポール、タイ、インドネシア、フィリピン、アメリカ、フランス、メキシコ、ペルー、チリ、アルゼンチン、コロンビア、コスタリカ、グアテマラの海外14ヶ国の映画館でもライブビューイングが実施されている。
また、2015年11月21日には、WOWOWにて本公演の模様がダイジェスト放送されている。そして、公式YouTubeアーティストチャンネルで2019年12月11日から7日連続で実施した企画「YouTube Seven days 2019」において、本公演で披露した「Driver's High」のライブ映像がプレミア公開されている。

### 演奏曲
| 演奏順 | 9月21日                | 9月22日                |
| ------ | ---------------------- | ---------------------- |
| 1      | SEVENTH HEAVEN         | SEVENTH HEAVEN         |
| 2      | Link                   | Driver's High          |
| 3      | Pretty girl            | Pretty girl            |
| 4      | Blurry Eyes            | Blurry Eyes            |
| 5      | flower                 | flower                 |
| 6      | and She Said           | and She Said           |
| 7      | ROUTE 666              | ROUTE 666              |
| 8      | HEAVEN'S DRIVE         | HEAVEN'S DRIVE         |
| 9      | Wind of Gold           | Wind of Gold           |
| 10     | ALONE EN LA VIDA       | It's the end           |
| 11     | MY HEART DRAWS A DREAM | MY HEART DRAWS A DREAM |
| 12     | trick                  | trick                  |
| 13     | REVELATION             | REVELATION             |
| 14     | CHASE                  | CHASE                  |
| 15     | X X X                  | X X X                  |
| 16     | TRUST                  | TRUST                  |
| 17     | Wings Flap             | Wings Flap             |
| 18     | Caress of Venus        | Lies and Truth         |
| 19     | Driver's High          | Link                   |
| 20     | HONEY                  | HONEY                  |
| 21     | STAY AWAY              | STAY AWAY              |
| 22     | READY STEADY GO        | READY STEADY GO        |
| 23     | あなた                 | Pieces                 |